# Schefflera scytinophylla
Schefflera scytinophylla är en araliaväxtart som beskrevs av Hermann August Theodor Harms. Schefflera scytinophylla ingår i släktet Schefflera och familjen araliaväxter. Inga underarter finns listade.